# Peter Schrijver

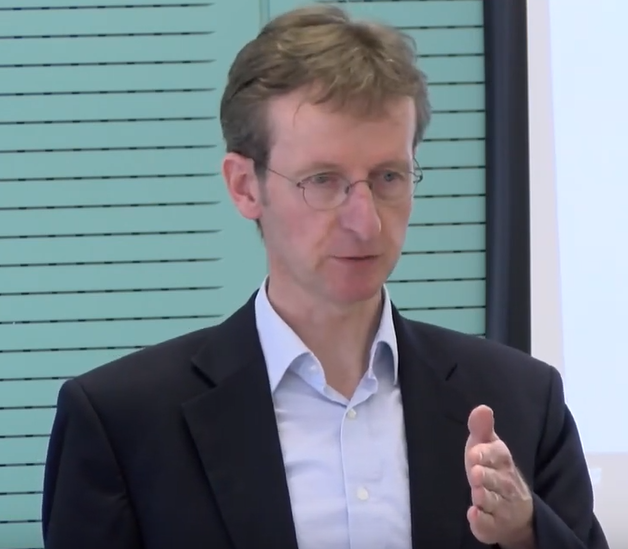
Peter Schrijver en el taller "Avances recientes en la reconstrucción lingüística comparativa" en la Universidad SOAS de Londres en 2019.

Peter Schrijver (Delft, 1963) es un lingüista y profesor de lenguas celtas de Países Bajos. Experto en lenguas de Gales, Cornualles, Bretaña e Irlanda, es profesor en la Universidad de Utrecht e investigador de las antiguas lenguas indoeuropeas. Trabajó anteriormente en la Universidad de Leiden y en la Universidad de Múnich.
Ha publicado varios libros y un gran número de artículos de historia y lingüística de las lenguas indoeuropeas, particularmente la descripción, reconstrucción y sintaxis de las lenguas celtas, y últimamente investiga los cambios de estas lengua por el contacto entre lenguas en la Europa antigua.

## Trabajos

### Libros
- 1991: The Reflexes of the Proto-Indo-European Laryngeals in Latin. Doctoral dissertation. Leiden Studies in Indo-European 2. Amsterdam/Atlanta: Rodopi. ISBN 978-90-5183-308-9.
- 1995: Studies in British Celtic Historical Phonology. Ámsterdam: Rodopi. ISBN 90-5183-820-4.
- 1997: Studies in the History of Celtic Pronouns and Particles. Maynooth: Department of Old Irish, National University of Ireland. ISBN 0-901519-59-6.
- 2014: Language Contact and the Origins of the Germanic Languages. New York & Abingdon: Routledge. ISBN 978-0-415-35548-3.

Volumen editado
- 2004: con Peter-Arnold Mumm (eds.), Sprachtod und Sprachgeburt. Bremen: Dr. Ute Hempen.